# ただいま (手嶌葵の曲)
「ただいま」は、日本の歌手・手嶌葵の7枚目のシングル。2021年2月24日にJVCケンウッド・ビクターエンタテインメントから発売された。

## 概要
表題曲「ただいま」は、TBS系日曜劇場『天国と地獄〜サイコな2人〜』主題歌。手嶌の楽曲が地上波のテレビドラマの主題歌に起用されるのは、フジテレビ系月9ドラマ『いつかこの恋を思い出してきっと泣いてしまう』の主題歌「明日への手紙」以来5年ぶりとなる。
カップリング曲「星明かりのトロイメライ」は、自ら手嶌のファンを公言する岡崎体育の提供曲。また、先述の「明日への手紙」のライブバージョンも収録される。
発売に先立ち、2021年2月3日には表題曲「ただいま」が主要音楽配信サイトにて先行配信された。

## ミュージックビデオ
2021年2月3日、同日より開設された手嶌の公式YouTubeチャンネルにて「リリックムービー」が公開された。2月24日には柴田啓佑が監督を務め、河合優実が主演を務めたミュージックビデオが公開された。

## 批評
音楽プロデューサーの酒井政利は、「ささやきかけるような切ないウィスパーボイスが印象的」と語っている。

## 収録楽曲
| #         | タイトル                                                                             | 作詞           | 作曲      | 編曲      | 時間  |
| --------- | ------------------------------------------------------------------------------------ | -------------- | --------- | --------- | ----- |
| 1.        | 「ただいま」                                                                         | いしわたり淳治 | 村松崇継  | 村松崇継  | 5:36  |
| 2.        | 「星明かりのトロイメライ」                                                           | 岡崎体育       | 岡崎体育  | 兼松衆    | 5:29  |
| 3.        | 「明日への手紙 (Live at Fukuoka International Congress Center on February 24,2020)」 | 池田綾子       | 池田綾子  | 真藤敬利  | 5:45  |
| 4.        | 「ただいま (instrumental)」                                                          | いしわたり淳治 | 村松崇継  | 村松崇継  | 5:36  |
| 5.        | 「星明かりのトロイメライ (instrumental)」                                            | 岡崎体育       | 岡崎体育  | 兼松衆    | 5:26  |
| 合計時間: | 合計時間:                                                                            | 合計時間:      | 合計時間: | 合計時間: | 27:54 |